# Ptilodexia sabroskyi
Ptilodexia sabroskyi är en tvåvingeart som beskrevs av Wilder 1979. Ptilodexia sabroskyi ingår i släktet Ptilodexia och familjen parasitflugor.
Artens utbredningsområde är Kalifornien. Inga underarter finns listade i Catalogue of Life.